# Chrysobothris chiribiquetensis
Chrysobothris chiribiquetensis es una especie de escarabajo del género Chrysobothris, familia Buprestidae. Fue descrita científicamente por Bellamy en 1995.